# Malta International 1985
Die Malta International 1985 waren die 14. Austragung dieser internationalen Meisterschaften von Malta im Badminton. Sie fanden vom 10. bis zum 12. Mai 1985 in Cospicua, Southern Harbour statt. 

## Medaillengewinner
| Disziplin    | Gold                              | Silber                                   | Bronze                           |
| ------------ | --------------------------------- | ---------------------------------------- | -------------------------------- |
| Herreneinzel | Martin Skovgaard                  | Martin Vissing Sørensen                  | Henrik Neergaard                 |
| Herreneinzel | Martin Skovgaard                  | Martin Vissing Sørensen                  | Michael Kjeldsen                 |
| Dameneinzel  | Bente Hansen                      | Debbie Buddle                            | Jane Banham                      |
| Dameneinzel  | Bente Hansen                      | Debbie Buddle                            | Anna Galea                       |
| Herrendoppel | Martin Skovgaard Henrik Neergaard | Michael Kjeldsen Martin Vissing Sørensen | Martin Farrugia John Massa       |
| Herrendoppel | Martin Skovgaard Henrik Neergaard | Michael Kjeldsen Martin Vissing Sørensen | Jens Møller Madsen Kenneth Vella |
| Damendoppel  | Debbie Buddle Jane Banham         | Bente Hansen Tracy Dunn                  | Anna Galea Marcelle Micallef     |
| Mixed        | Martin Skovgaard Anette Larsen    | Jens Møller Madsen Bente Hansen          | John Massa Jane Banham           |
| Mixed        | Martin Skovgaard Anette Larsen    | Jens Møller Madsen Bente Hansen          | Michael Kjeldsen Joyce Abdilla   |

## Finalresultate
| Disziplin    | Sieger                            | Finalist                                 | Ergebnis            |
| ------------ | --------------------------------- | ---------------------------------------- | ------------------- |
| Herreneinzel | Martin Skovgaard                  | Martin Vissing Sørensen                  | 15–5, 15–7          |
| Dameneinzel  | Bente Hansen                      | Debbie Buddle                            | 11–9, 5–11, 12–11   |
| Herrendoppel | Martin Skovgaard Henrik Neergaard | Michael Kjeldsen Martin Vissing Sørensen | 15–11, 15–6         |
| Damendoppel  | Debbie Buddle Jane Banham         | Bente Hansen Tracy Dunn                  | 15–6, 15–2          |
| Mixed        | Martin Skovgaard Anette Larsen    | Jens Møller Madsen Bente Hansen          | 14–18, 15–10, 15–11 |